# Karl d’Angelo
Karl Heinrich d’Angelo (* 9. September 1890 in Osthofen, Rheinhessen; † 20. März 1945, wahrscheinlich in Gernsheim) war ein deutscher Druckereibesitzer und ab 1925 Mitglied der NSDAP sowie ab 1930 der SS. Von 1933 bis 1934 leitete er das KZ Osthofen, anschließend war er bis 1936 Schutzhaftlagerführer des KZ Dachau. Ab 1939 war er Polizeidirektor in Cuxhaven, ab 1943 in Heilbronn.

## Leben
Karl d’Angelo war der Sohn des Buchdruckers Anton Karl Eduard Gustav d’Angelo und seiner Frau Albertine, geborener Braun. Er besuchte bis 1905 das Dom-Gymnasium zu Worms und anschließend Technik- und Journalismus-Fachschulen in Leipzig und Berlin.
Nach Ableistung seines Wehrdienstes (1912/13) und Teilnahme am Ersten Weltkrieg (Auszeichnung mit dem Eisernen Kreuz II. Klasse) wurde er im Oktober 1918 (zuletzt im Range eines Vizefeldwebels, später Leutnants der Reserve) aus der Reichswehr entlassen.
Karl d’Angelo übernahm alsbald die väterliche Druckerei sowie die „Osthofener Zeitung“ und beteiligte er sich am Ruhrkampf gegen die französischen Besatzer. In den Jahren 1919 bis 1923 wurde er wegen Sabotageaktionen insgesamt dreimal, unter anderem zu zwei Jahren Gefängnis, verurteilt. Die Strafe musste er aber wegen einer Amnestie nicht absitzen. Anschließend erwarb er eine Buchdruckerei in Worms. Karl d’Angelo, der katholischen Glaubens war, war mit Luise, geborener Scherach, verheiratet.
Zum 2. November 1925 trat er der NSDAP (Mitgliedsnummer 21.616) und zum 28. Januar 1930 der SS (SS-Nummer 2.058) bei. Er erhielt am 9. Mai 1930 den Dienstgrad eines SS-Sturmführers und später das Goldene Parteiabzeichen.
Von 1931 bis 1933 war er Abgeordneter des Landtags des Volksstaates Hessen.
Am 2. November 1931 wurde er zum SS-Sturmbannführer ernannt, und im Frühjahr 1933 wurde er Lagerleiter des KZ Osthofen (seit dem 9. November 1933 im Range eines SS-Obersturmbannführers) und am 25. Februar 1935, also nach der Auflösung des Konzentrationslagers Osthofens, als Schutzhaftlagerführer (seit dem 15. September 1935 im Range eines SS-Standartenführers) und damit nach dem Lagerkommandanten wichtigster SS-Führer ins KZ Dachau versetzt. Wegen zu großer Milde, Interessenlosigkeit und Verfehlungen in der Personalpolitik durch Einschleusungen ihm bekannter SS-Männer aus Hessen wurde er vom Inspekteur der Konzentrationslager SS-Gruppenführer Theodor Eicke am 24. April 1936 mit Uniform- und Lagerverbot belegt, beurlaubt und am 1. November 1936 als ungeeignet seines Dienstes enthoben, jedoch schon im November 1937 mit der Leitung der Grenzpolizeischule Pretzsch/Elbe beauftragt.
Am 6. März 1939 wurde er vom Reichsführer SS Himmler zum kommissarischen Polizeidirektor in Cuxhaven ernannt und per 5. April 1940 in die dortige Planstelle der Besoldungsgruppe A2c1 eingewiesen. Laut Mitteilung des Personalreferenten des Chefs der Ordnungspolizei, Ministerialrat Pohlmann, vom 19. Januar 1942 war er ursprünglich als Leiter eines kleineren Polizeipräsidiums vorgesehen, wurde jedoch per 1. April 1943 zum Polizeidirektor in Heilbronn ernannt und am 9. September 1944 ins Beamtenverhältnis auf Lebenszeit berufen.
Während seiner Dienstzeit in Heilbronn ereignete sich am 4. Dezember 1944 der Luftangriff auf Heilbronn, bei dem rund 6500 Menschen zu Tode kamen und die gesamte Innenstadt zerstört wurde. 1946 lastete ein Artikel in der Heilbronner Stimme ihm und Kreisleiter Richard Drauz an, „Abend für Abend die Stadt verlassen“ zu haben, „anstatt auf die Befehlsstellen zu gehen und ihre Pflicht zu erfüllen“. Er wurde zu den Hauptverantwortlichen dafür gezählt, dass die Stadt nicht evakuiert wurde und ohne geeignete Luftschutzmaßnahmen geblieben war. Seiner „Frivolität“ seien die ungeheuren Ausmaße der Schreckensnacht zu verdanken.
Er ist mit großer Wahrscheinlichkeit am 20. März 1945 durch Suizid zu Tode gekommen. Seine Leiche wurde am 13. Mai 1945 im Rhein bei km 463 auf der Gemarkung Gernsheim aufgefunden.